# Pentling
Pentling là một đô thị trong huyện Regensburg bang Bayern thuộc nước Đức. Giáo hoàng Benedict XVI đã từng sống tại đây.